# Otto Breicha
Otto Breicha (* 26. Juli 1932 in Wien; † 28. Dezember 2003 ebenda) war ein österreichischer Kunsthistoriker, Publizist und Museumsdirektor.

## Leben
Breicha studierte Kunstgeschichte, Theaterwissenschaft und Germanistik in Wien und promovierte 1961 zum Dr. phil., ehe er bis 1972 Mitarbeiter und stellvertretender Leiter der Österreichischen Gesellschaft für Literatur war. Zwischen 1969 und 1974 war er außerdem Direktoriumsmitglied des Avantgardefestivals „Steirischer Herbst“. 1966 gründete er gemeinsam mit dem Schriftsteller Gerhard Fritsch die Literaturzeitschrift Protokolle, die er bis zu ihrer Einstellung 1997 führte. Breicha gab die erste Werkausgabe von Hertha Kräftner heraus. Von 1962 bis 1970 war Breicha als Kritiker für die Wiener Tageszeitung „Kurier“ tätig und wurde in den folgenden Jahren vor allem in Graz und Salzburg aktiv. 1969 bis 1974 war er mit Georg Eisler und Hilde Spiel Herausgeber der Literatur- und Kunstzeitschrift Ver Sacrum. 1972 bis 1980 leitete er das Kulturhaus der Stadt Graz, ab 1980 war er Direktor der „Österreichischen Fotogalerie Rupertinum“ in Salzburg, die er mitbegründet hatte. Breicha war zudem Autor von Kunstmonografien, etwa über Wolfgang Hutter (1969), Andreas Urteil (1970), Georg Eisler (1970), Arnulf Rainer (1972), Peter Pongratz (1975), Fritz Wotruba (1977) und Wolfgang Herzig (1995). 
Breicha galt als wichtige Integrationsfigur der österreichischen Kunst- und Literaturszene der sechziger Jahre. Als Direktor am Rupertinum sammelte er unter anderem Kurt Moldovan, Günter Brus, Fritz Wotruba, Gotthard Muhr. Er edierte Mappenwerke von Karl Anton Fleck, Gotthard Muhr, Peter Pongratz, Alois Riedl, Karl Rössing, Johannes Wanke, Max Weiler und vielen anderen.
Breicha baute eine bedeutende Fotosammlung im Rupertinum auf. Er machte auch selbst Autorenfotos, vor allem während seiner Tätigkeit in der österreichischen Gesellschaft für Literatur von 1962 bis 1972.
Nach ihm ist der  Otto-Breicha-Preis für Fotokunst benannt. Dieser wurde 1983 bis 2001 alle zwei Jahre vergeben und 2007 wiederbelebt.

## Auszeichnungen
- 1981: Preis der Stadt Wien für Publizistik
- 1982: Alfred-Kerr-Preis des deutschen Buchhandels

## Schriften
- Wolfgang Hutter. Essay und Werkkatalog. Neuauflage. Jugend und Volk, Wien 1977, ISBN 3-7141-6708-0.
- Georg Eisler. Monographie und Werkkatalog. Jugend und Volk, Wien 1970.
- mit Agnes Husslein-Arco: Lauter Leute. Fotografische Bildnisse der 1960er Jahre. (Edition Rupertinum; 5). Salzburger Landessammlungen Rupertinum, Salzburg 2002.

### Als Herausgeber
- Arnulf Rainer. Hirndrang. Selbstkommentare und andere Texte zu Werk und Person. Verlag Galerie Welz, Salzburg 1980, ISBN 3-85349-076-X.
- Georg Eisler. Eine Monographie. Büchergilde Gutenberg, Frankfurt am Main/Olten/Wien 1984, ISBN 3-7632-2926-4.